# Carl Magnus Groth
.
Carl Magnus Groth, född 6 februari 1831 i Silleruds socken, Värmlands län, död 16 februari 1908 i Stockholm, var en svensk läkare.
Groth blev student vid Uppsala universitet 1849, medicine kandidat 1855, medicine licentiat 1858, medicine doktor samma år och kirurgie magister 1859. Han var t.f. adjunkt i obstetrik vid Karolinska institutet i Stockholm 1859–60, blev biträdande läkare vid Provisoriska (Södra) barnbördshuset där 1865, biträdande lärare vid barnmorskeundervisningsanstalten där 1867, var professor och lärare vid nämnda anstalt 1880–96 och tillika överläkare vid Södra barnbördshuset 1881–96.
Tillsammans med Frans Lindblom författade han Lärobok för barnmorskor (1893, sjätte omarbetade upplagan av Birger Lundqvist 1955).